# Žofie z Bergu
Žofie z Bergu (? – 31. květen 1126) byla manželka Oty II. Olomouckého, se kterým měla jistě syna Otu III. a podle Palackého ještě dvě dcery
Žofie byla dcerou Jindřicha z Bergu a Adelheid z Mochentalu. Dvě dcery z německé rodu pánů z Bergu (poblíž města Ehingen) se vdaly za Přemyslovce: Richenza před rokem 1111 za Vladislava I. a Žofie roku 1114 za Otu Černého. Podle Kosmase tedy byly česká kněžna Richenza a Žofie sestry. Třetí sestra Salomena se provdala za Piastovce, polského knížete Boleslava III., jehož byla druhou manželkou.
Když se Ota Olomoucký rozhodl dobýt svá nástupnická práva na český trůn s pomocí německého krále Lothara III., nakonec zemřel v krvavé bitvě u Chlumce. Vdova Žofie odešla, podobně jako to měla v úmyslu její nyní již také ovdověla sestra Richenza, do kláštera Zwiefalten. Zde ale zemřela již 31. května 1126.